# فیلتر بایر

آرایش بایر از فیلترهای رنگی روی آرایه پیکسل یک حسگر تصویر

نیمرخ/برش-عرضی حسگر

موزاییک فیلتر بایر یک آرایه فیلتر رنگی (CFA) برای چیدمان کردن فیلترهای رنگی آرجی‌بی روی یک شبکه مربعی از حسگرهای نور است. چیدمان خاص فیلترهای رنگی آن در بیشتر حسگرهای تصویر دیجیتالی تک تراشه ای است که در دوربین‌های دیجیتال، دوربین فیلمبرداری و اسکنرها برای ایجاد یک تصویر رنگی استفاده می‌شود. الگوی فیلتر ۵۰٪ سبز، ۲۵٪ قرمز و ۲۵٪ آبی است، از این رو آرجی‌بی‌جی ، بی‌جی‌جی‌آر، جی‌آربی‌جی، یا آرجی‌جی‌بی نیز نامیده می‌شود.
این نام به نام مخترع آن، برایس بایر از ایستمن کداک نامگذاری شده‌است. بایر همچنین به دلیل ماتریس معکوس تعریف شده خود در استفاده از دیترسازی مرتب شناخته می‌شود.
گزینه‌های جایگزین فیلتر بایر شامل هر دو دگرش‌های مختلف رنگ‌ها و چیدمان و فن آوری‌های کاملاً متفاوتی مانند نمونه‌برداری از رنگ هم‌جا، حسگر فاون ایکس۳، آینه‌های دیکروئیک یا آرایه فیلتر-پراش شفاف.

## توضیح

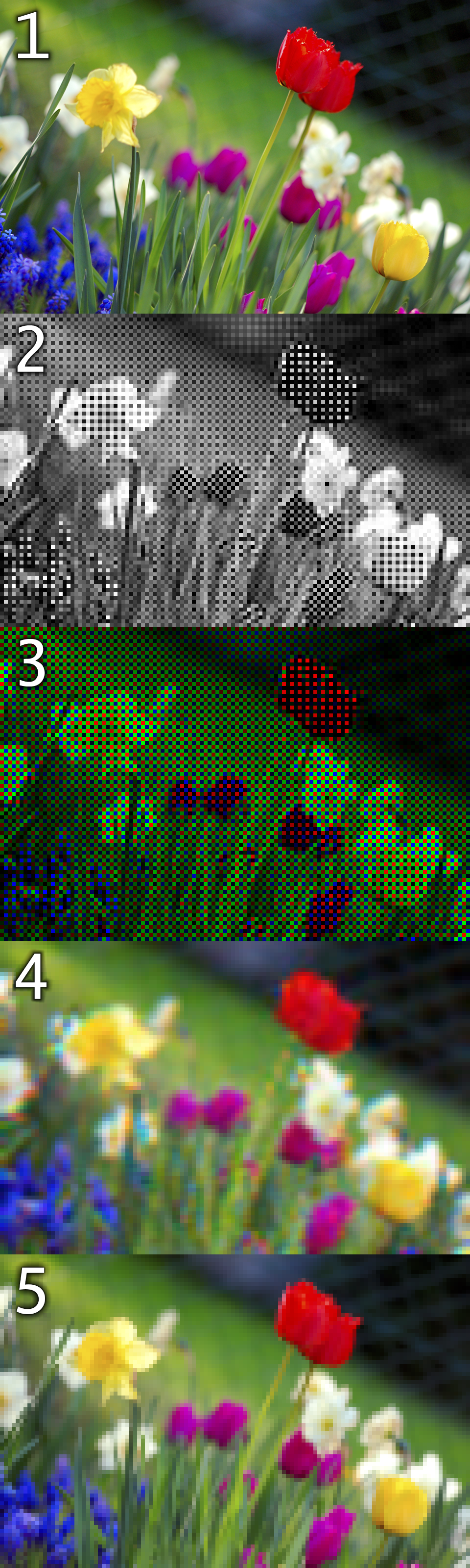

1. تصویر اصلی
2. خروجی سنسور ۱۲۰ × ۸۰ پیکسل با فیلتر بایر
3. خروجی کدشده-رنگی با رنگ‌های فیلتر بایر
4. تصویر بازسازی شده پس ازدرونیابی‌کردن اطلاعات رنگ از دست رفته
5. نسخه کامل آرجی‌بی با ۱۲۰ × ۸۰ پیکسل برای مقایسه (به عنوان مثال به عنوان اسکن فیلم،  فاون یا انتقال پیکسل ممکن است تصویر ظاهر شود)

## اصلاحات

سه الگوی فیلتر جدید کُداک آرجی‌بی‌دبلیو

### سلول‌های «پانکروماتیک» (حساس به همه رنگ‌ها)
در ۱۴ ژوئن ۲۰۰۷، ایستمن کداک جایگزینی برای فیلتر بایر اعلام کرد: الگوی فیلتر-رنگی که با استفاده از برخی سلول‌های «پانکروماتیک» که به تمام طول موج‌های قابل مشاهده حساس هستند، مقدار بیشتری از نور را که به حسگر برخورد می‌کند را جمع می‌کند و حساسیت به نور حسگر تصویر را در یک دوربین دیجیتال افزایش می‌دهد. نور را جمع کنید و مقدار بیشتری از نور را که به سنسور برخورد می‌کند جمع کنید. آنها چندین الگو را ارائه می‌دهند، اما هیچ‌کدام دارای واحد تکرار به اندازه واحد ۲ × ۲ الگوی بایر نیستند.

الگوی فیلتر RGBW ارلیر

## منابع

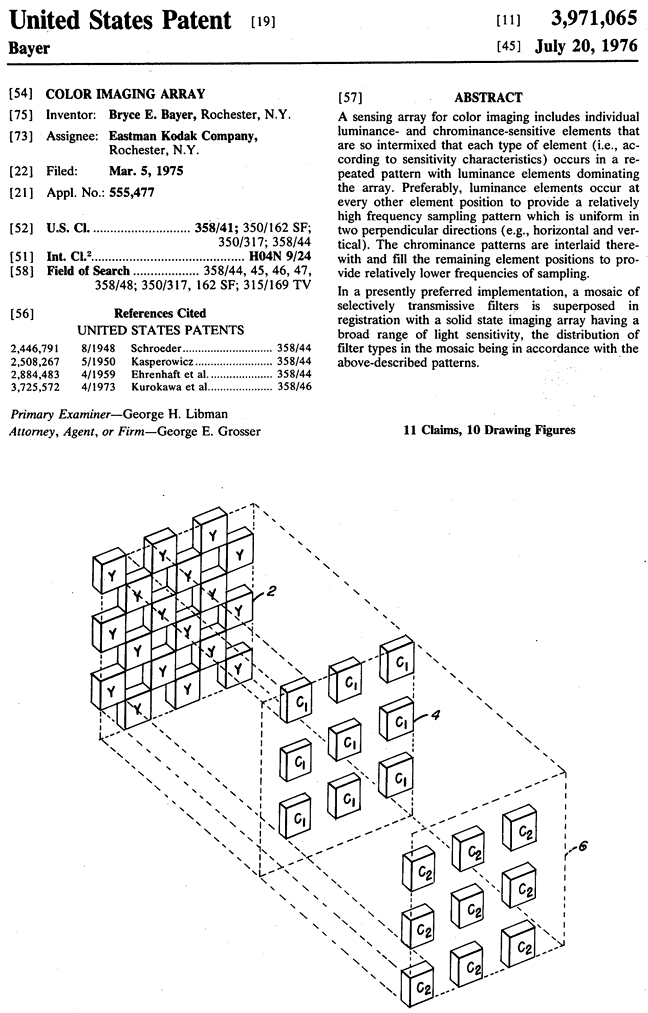
صفحه اول حق ثبت اختراع Bryce Bayer در ۱۹۷۶ بر روی موزاییک فیلتر الگوی Bayer، اصطلاحات عناصر حساس به درخشندگی و حساس به رنگ را نشان می‌دهد

### آرایه فیلتر رنگی فوجی‌فیلم "EXR"

سنسور EXR

الگوی یک فیلتر فوجی‌فیلم "EXR"

### فیلتر «X-ترنس» فوجی فیلم

شبکه ۶ × ۶ تکراری مورد استفاده در سنسور x-ترنس

الگوی یک فیلتر «X-ترنس» فوجی فیلم

## یادداشت
1. ↑  Jeff Mather (2008). "Adding L* to RGBG". Archived from the original on 2011-07-13. Retrieved 2011-02-18.
2. ↑  dpreview.com (2000). "Sony announce 3 new digital cameras". Archived from the original on 2011-07-21.
3. ↑  Margaret Brown (2004). Advanced Digital Photography. Media Publishing. ISBN 0-9581888-5-8.
4. ↑  Thomas Maschke (2004). Digitale Kameratechnik: Technik digitaler Kameras in Theorie und Praxis. Springer. ISBN 3-540-40243-8. Archived from the original on 2019-01-09. Retrieved 2016-09-23.
5. ↑  Wang, Peng; Menon, Rajesh (29 October 2015). "Ultra-high-sensitivity color imaging via a transparent diffractive-filter array and computational optics". Optica. 2 (11): 933. Bibcode:2015Optic...2..933W. doi:10.1364/optica.2.000933.
6. ↑  John Compton and John Hamilton (2007-06-14). "Color Filter Array 2.0". A Thousand Nerds: A Kodak blog. Archived from the original on 2007-07-20. Retrieved 2011-02-25.